# Silveira (Lajes do Pico)
A Silveira é um povoado português localizado no concelho das Lajes do Pico, ilha do Pico, Açores.

## História
Segundo os historiadores este local da Silveira está entre os que primeiro foram habitados na ilha do Pico.
Aqui, segundo a tradição teve terras o célebre frade padre “Gigante”, que foi o primeiro pároco de uma Igreja que existiu em São Pedro das Lajes.
Este padre teria rodeado com silvas uma vasta propriedade que tinha nesta localidade, o que teria dado o nome ao lugar.
Embora não seja de descurar uma eventual ligação ao povoador Willem van der Hagen que nos Açores traduziu o seu nome para Silveira e deu origem a uma profícua linhagem que perdura nos dias de hoje. Este povoador fixou-se na ilha de São Jorge, lugar de Vila do Topo mesmo em frente à ilha do Pico, sendo portanto possível uma ligação dada a proximidade territorial.
Este padre, encontra-se também ligado à localidade pelo facto de ter sido o primeiro a introduzir nas suas terras e dali ao resto da ilha os primeiros bacelos de vinha de Verdelho, que terão ido da Ilha da Madeira.
Aqui foi construída uma ermida, já na altura ligada à evocação do apóstolo São Bartolomeu.
A actual igreja do lugar data de 1923 e mantêm a evocação do padroeiro inicial: São Bartolomeu.

## Património natural
- Fonte

## Património construído
- Igreja de São Bartolomeu
- Império do Divino Espírito da Silveira